# 果実

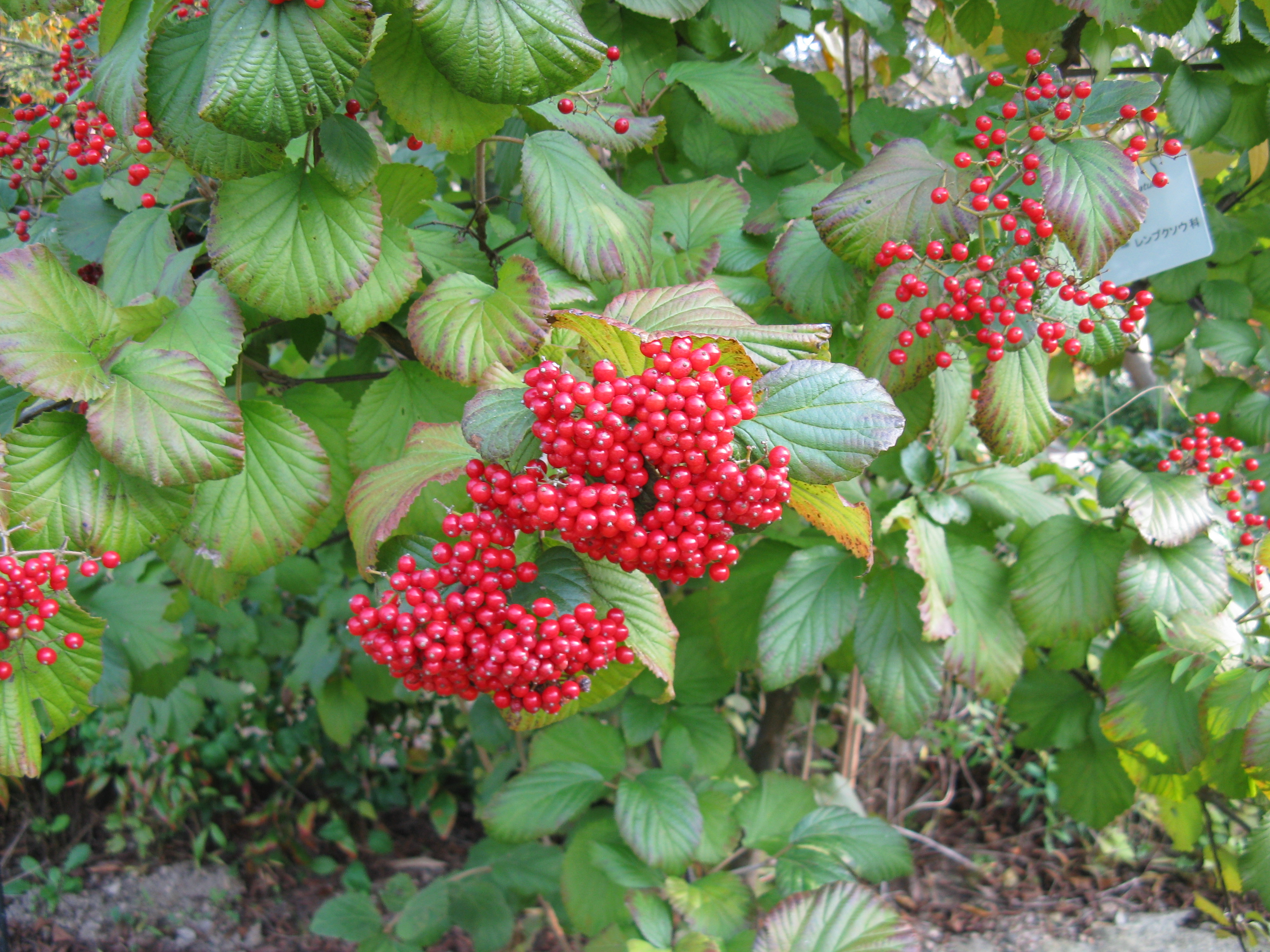
ガマズミの果実。ガマズミは鳥類に被食されやすいよう進化した果実であり、小さくて、ついばみやすい実と目立つ色彩をしている

果実（かじつ、英: fruit）とは、雌蕊（めしべ）の子房およびそれに付随する構造が成熟したもの。
内部には種子が含まれる。果実は基本的に内部の種子を保護し、またしばしば効率的な種子散布のための構造・機構をもつ。果実において、子房壁に由来する部分は果皮とよばれる。成熟した状態で果皮が液質・多肉質なものは液果、果皮が乾燥しているものは乾果とよばれ、また乾果のうち成熟しても裂開しないものは閉果、成熟すると裂開するものは裂開果とよばれる。果実はふつう1つの花の1個の雌しべに由来し、このような果実は単果とよばれる。一方、キイチゴのように1つの花の複数の雌しべに由来するものは集合果、パイナップルのように複数の花に由来するものは複合果多果花とよばれる。また、花托（雌蕊などがついている茎の部分）や花被など子房以外に由来する構造が多くを占めている果実は、偽果とよばれる。
人間はさまざまな果実を食用としており、その中で甘みがあるものは果物（くだもの）、野菜とされるものは果菜（かさい）とよばれる。また、特に果物のことを果実とよんでいることもある。果実は、一般語として実（み）ともよばれるが、この語は大型の種子を意味することもある（トチの"実"、イチョウの"実"など）。

## 構造
被子植物では、種子となる構造である胚珠が雌蕊（めしべ）の中に包まれている。雌蕊において、胚珠が含まれる部分は、子房（ovary）とよばれる。花粉が雌しべの柱頭に付着（受粉）すると、そこから花粉管を伸ばし、子房中の胚珠に達する。胚珠の中には雌性配偶体である胚嚢（胚のう）が形成され、その中に卵細胞がつくられる。卵細胞は花粉管を通じて送り込まれた精細胞と合体（受精）し、受精卵は次世代である胚となり、これを含む胚珠は種子となる。また胚珠（種子）を含む雌しべの子房は成熟し、果実となる。果実が発達するきっかけは胚珠が受精することによる植物ホルモンの変化であり、受精できなかった雌しべはふつう枯れてしまう。しかし受精することなしに果実が発達することがあり、単為結果（単為結実）とよばれる（例: バナナ、パイナップル、イチジク、ブドウなどの園芸品種）。
果実の大きさは極めて多様である。栽培されるカボチャ（ペポカボチャ）の中には極めて大きな果実をつくるものがあり、最大では直径3.56メートル (m)、最重では1,226キログラム (kg) のものが知られている。一方、最小の果実はミジンコウキクサ属のものであり、直径0.3ミリメートル (mm)、重さ70マイクログラム (µg) しかない。1個の果実に含まれる種子の数もさまざまであり、1個の種子を含むものから、100万個以上の微小な種子を含むものまである。
果実において、雌蕊の子房壁が成熟した部分は、果皮（かひ; pericarp, fruit coat）とよばれる。果皮は基本的に3層からなり、外果皮（exocarp）、中果皮（mesocarp）、内果皮（endocarp）とよばれるが、これらの分化が不明瞭なこともある。また果皮が肉質である場合は、果肉（sarcocarp）ともよばれる。子房下位の花（萼片や花弁、雄蕊の基部よりも下に子房が位置している花）では、子房が花托（下記参照）に包まれている。そのため、このような花から形成された果実においては、果皮の外側に花托に由来する部分が存在し、偽果皮とよばれることもあるが、その区分はふつう不明瞭であり、特に区別せず果皮とよばれることが多い。イネ科の果実（穎果）では、果皮が種皮と合着している。果皮は種子を包んでいるが、ヤブラン属やジャノヒゲ属（キジカクシ科）などでは果皮がすぐに脱落し、種子が裸出した状態で成長する。
花において、花被片や雄蕊、雌蕊などの花要素がついている茎の先端部分は、花托（かたく）とよばれる。また複数の花がついている茎先端が広がった部分は、花床（かしょう）とよばれる。ただし花托・花床を区別せず、共に花床とよんでいることも多い。花托・花床は、果実になった状態では果托・果床とよばれることがある。リンゴやイチゴでは花托に由来する部分が、イチジクでは花床に由来する部分が、果実の大部分を占めている。このように花托や花床、さらに花被など子房以外の要素が大部分を占める果実は、偽果ともよばれる。
茎についている果実の柄は果柄（pedicel）、複数の果実がついている共通の柄は果梗（peduncle）とよばれる。果柄・果梗は、ふつう花の花柄・花梗に由来するが、花後に雌しべの基部が伸長して柄になるものでは、果柄と花柄は一致しない。
花のついた茎全体または茎に対する花のつき方は、花序（inflorescence）とよばれる。花が果実になった状態では、果序（infructescence）ともよばれる。

## 果実の分類
果実は、果皮の状態や心皮（雌蕊を構成する葉的要素）の数などに基づいてさまざまな型に類別される。熟した状態で果皮が乾燥しているものは乾果（かんか; dry fruit）とよばれる。乾果は、果皮が裂開する裂開果と裂開しない閉果（非裂開果）に分けられる。一方、果皮が柔らかく水分を含むものを液果（えきか; 多肉果、sap fruit）とよばれる。また1個の花の1個の雌蕊に由来する果実は単果とよばれ、1個の花の複数の雌蕊に由来する果実がまとまった構造は集合果とよばれる。単果と集合果はいずれも1個の花に由来するため単花果とよばれ、一方で複数の花の雌しべに由来するまとまった構造は複合果（多花果）とよばれる。果実のうち、雌蕊の子房に由来する部分が大部分を占めるものは真果、子房以外の要素が大部分を占める果実は偽果ともよばれる。

### 裂開果
乾果のうち、成熟すると裂開して種子を露出するものは裂開果（れっかいか; dehiscent fruit）とよばれる。裂開する場所はふつう決まっており、心皮の両縁が接する線（内縫線、腹縫線、inner suture, ventral suture）や心皮の中軸にあたる線（外縫線、背縫線、outer suture, dorsal suture）、心皮どうしが接する線などであることが多い。裂開果の場合、果実から出た種子が散布される単位となる。
袋果（たいか; 蓇葖、follicle）
1心皮からなり、ふつう内縫線または外縫線で裂開する。シキミ属（マツブサ科）、モクレン属（モクレン科）、 トリカブト属などに見られる。
豆果（とうか; 莢果、legume）
1心皮からなり、基本的に内縫線と外縫線両方で裂けて2片に分かれる。豆果における果皮は、莢（さや）ともよばれる。1線のみで裂開するなど厳密には豆果の定義に当てはまらないものもあるが、マメ科の多くで見られる果実は豆果とよばれる。構造的に豆果と同一であるが、裂開せずに種子を1個含む単位に分断する果実は、節果（分節果、節莢果、loment）とよばれる。
蒴果（さく果、capsule）
複数の心皮からなり、複数の種子を含む裂開果。ドクダミ（ドクダミ科）、カンアオイ（ウマノスズクサ科）、ヤマユリ（ユリ科）などに見られる。裂開様式に基づいていくつかに類別され、特に横に裂開して上部が蓋のようにとれるものは蓋果（がいか; pyxidium, pyxis, circumscissile capsule）、先端や側壁に孔が開くものは孔開蒴果（poricidal capsule, porose capsule）とよばれる。
角果 （かくか）
2心皮性で間に隔膜（隔壁、replum）があり、これを残して縦に2片に裂開する。蒴果の1型であるが、アブラナ科の特徴であり、特に角果とよばれる。角果のうち長さが幅の2–3倍以上のものは長角果（silique, siliqua）とよばれ、アブラナやオランダガラシ、タネツケバナなどに見られる。一方、長さが幅の2–3倍以下で扁平なものは短角果（silicle, silicule）とよばれ、ナズナやグンバイナズナなどに見られる。ダイコンの果実は角果と同じ構造だが裂開せず、1種子を含む部分ごとに分節するので節長果 (biloment) ともよばれる。

### 閉果
乾果のうち、成熟しても裂開しないものは閉果（へいか; 非裂開果、indehiscent fruit）とよばれる。閉果の場合、種子を含む果実が散布単位となる。
痩果（そうか; achene, akene）
1種子を密に包んでいるが、果皮と種皮が合着していない果実であり、果実が種子のように見える。狭義には1心皮のものに限るが、ふつう複数の心皮に由来するものも含まれる。センニンソウ（キンポウゲ科）、ヤブマオ（イラクサ科）、シモツケソウ（バラ科）などに見られる。またキク科やオミナエシ（スイカズラ科）などに見られる、下位子房（子房は花托に包まれている）に由来する痩果は、下位痩果（かいそうか; 菊果、cypsela）とよばれることもある。
穎果（えいか; 穀果、caryopsis）
痩果の1型ともされるが、果皮と種皮が癒合している。ふつう特殊化した葉である内穎や護穎に包まれている。イネ科に見られる。
胞果（ほうか; utricle） 
複数の心皮からなり、1種子をゆるく包む乾果。イノコズチやアカザ、ホウレンソウ（ヒユ科）に見られる。ケイトウ属（ヒユ科）の胞果は横裂して裂開するため、横裂胞果（pyxidium, circumciscissile utricle）とよばれる。
堅果（けんか; nut, glans）
複数の心皮からなり、1種子を含む乾果であり、果皮は木化して硬い。ブナ科、イヌシデ（カバノキ科）、シナノキ（アオイ科）などに見られる。ブナ科では1から数個の堅果の基部または全体が総苞に由来する殻斗（かくと）で包まれており、特に殻斗果ともよばれる。タデ科などに見られる小型のものは小堅果（しょうけんか; nutlet, nucula, nucule, nuculanium）ともよばれるが、痩果との区別は不明瞭でこれに含めることも多い。
翼果（よくか; 翅果、samara, key, key fruit）
果皮の一部が花後に成長して翼になる乾果。ユリノキ（モクレン科）、フサザクラ（フサザクラ科）、ハルニレ（ニレ科）、シラカンバ（カバノキ科）、トネリコ（モクセイ科）などに見られる。

### 分離果
複数の心皮からなり、心皮ごとに分離して複数の単位に分離する果実は分離果（ぶんりか; schizocarp）とよばれる。分離する単位は分果（ぶんか; mericarp, coccus）とよばれる。乾果であり、分果が裂開しないものと裂開するものがあるが、前者のみを分離果とすることもある。分果が裂開するものはフウロソウ科、コクサギやサンショウ（ミカン科）に、分果が裂開しないものはハマビシ科、ニガキ科、ゼニアオイ（アオイ科）などに見られる。またセリ科などの果実は2つの分果がぶら下がった形になり、特に双懸果（そうけんか）（cremocarp）ともよばれる。

### 液果
果皮が柔らかく多肉質・多汁質である果実は、液果（多肉果、sap fruit）とよばれる。基本的に裂開しないが、アケビ（アケビ科）のように裂開する例もある。
漿果（しょうか; berry, bacca）（真正液果、狭義の液果）
中果皮も内果皮も多肉質になる液果。1心皮からなるものを単漿果（simple berry）、複数の心皮からなるものを複漿果（compound berry）として分けることもある。マツブサ（マツブサ科）、アボカド（クスノキ科）、ナンテン（メギ科）などに見られる。
ミカン状果（柑果、hesperidium）
複数の心皮からなる液果であり、油細胞を含む外果皮（フラベド、flavedo）、海綿状の中果皮（アルベド、albedo）、膜質の内果皮からなる。内果皮の内側には果汁に富んだ毛をもつ。ミカン、オレンジ、レモン、ライム、グレープフルーツなどミカン科ミカン連に見られる。漿果の1型ともされる。
ウリ状果（瓜状果、瓠果、瓢果、pepo）
3心皮からなる液果であり、花托筒が外果皮と癒合して硬化し、中果皮と内果皮が多肉質で海綿状になる。ウリ科に見られる。漿果の1型ともされる。
ナシ状果（リンゴ状果、梨果、仁果、pome）
複数の心皮からなる液果であり、子房を包む花托が多肉質になる。リンゴ、ナシ、ビワなどバラ科ナシ連に見られる。漿果の1型ともされる。
核果（かくか; 石果、drupe）
中果皮は多肉質だが、内果皮が硬化して種子を包んでいる液果。種子を包んだ内果皮は核（stone, putamen）とよばれる。アオツヅラフジ（ツヅラフジ科）、ユズリハ（ユズリハ科）、サクランボなどに見られる。

### 単果と集合果
1個の花はふつう1個の雌蕊（子房）をもつが、これに由来する独立した果実は単果（simple fruit）とよばれる。一方、1個の花が複数の雌蕊（子房）をもつことがあり（個々の雌蕊は1心皮からなり、このような状態は離生心皮とよばれる）、これに由来する複数の果実がまとまった構造となる場合、集合果（aggregate fruit）とよばれる。ただし、どの程度まとまっていれば集合果と呼べるのか明確な定義があるわけではない。集合果には、以下のようなものがある。
集合袋果（follicetum, etaerio of follicles）
1つの花に由来する複数の袋果が集合したもの。モクレン属（モクレン科）、オダマキ属（キンポウゲ科）、ユキヤナギなどに見られる。
集合痩果（achenetum, etaerio of achenes）
1つの花に由来する複数の痩果が集合したもの。キンポウゲ属（キンポウゲ科）やダイコンソウ、ヤマブキ、キジムシロ（バラ科）に見られる。
バラ状果（cynarrhodium）
壺状の花托が肥大し、その中に複数の痩果がある集合果。偽果である。バラ属（バラ科）に見られる。
イチゴ状果（glandetum, etaerio）
花托が肥大して液質になり、表面に多数の痩果がついた集合果。偽果である。オランダイチゴ属やヘビイチゴ（バラ科） に見られる。
ハス状果（nelumboid aggregate fruit）
肥大して漏斗状になった花托に多数の孔があり、その孔に1個ずつ堅果（痩果ともされる）が埋まっている集合果。偽果である。ハス属（ハス科）に見られる。
集合漿果（baccetum, etaerio of berries）
1つの花に由来する複数の漿果からなる集合果。マツブサ属やバンレイシ属などに見られる。
集合核果（drupetum, etaerio of drupelets）
1つの花に由来する複数の核果（小核果 drupelet）からなる集合果。キイチゴ属（バラ科）などに見られ、特にキイチゴ状果ともよばれる。

### 単花果と複合果
1個の花の1個または複数の雌蕊（子房）に由来する果実は、単花果（monothalamic fruit）とよばれる。一方、複数の花に由来する果実がまとまった構造となる場合、複合果（または多花果、collective fruit, polyanthocarp）とよばれる。ただし、どの程度まとまっていれば複合果と呼べるのか明確な定義があるわけではない。複合果は、それを構成する果実の型や、付随する構造に基づいて以下のように類別される。
袋果型多花果（folliconum, multiple fruit of follicles）
個々の花が袋果になり、それが多数集まっているもの。バンクシア（ヤマモガシ科）などに見られる。
蒴果型多花果（capsiconum, multiple fruit of capsules）
個々の花が蒴果になり、それが多数集まっているもの。ドクダミ（ドクダミ科）、フウ属（フウ科）、ヤナギ科、タニワタリノキ属（アカネ科）などに見られる。
痩果型多花果（achenosum, multiple fruit of achenes）
個々の花が痩果になり、それが多数集まっているもの。スズカケノキ属（スズカケノキ科）やナベナ属（スイカズラ科）などに見られる。
クワ状果（桑果）
個々の花が痩果になり、肥厚・多肉化した花被で包まれ、それが多数集まっているもの。クワ属（クワ科）に見られる。
イチジク状果（陰花果、syconium）
壺状で多肉質の果序の中に多数の痩果があるもの。イチジク属 (クワ科) に見られる。
ストロビル（葎果、strobile）
果軸（花序軸）に多数の苞（果苞）がつき、それぞれの腋に痩果または小堅果がついたもの。カバノキ属やハンノキ属（カバノキ科）、カラハナソウ、カナムグラ属（アサ科）などに見られる。strobile という用語は、裸子植物球果類（針葉樹）の球果（まつぼっくり）に対しても用いられる用語であるが、裸子植物は雌しべ（子房）をもたないため、この球果は果実ではない。
漿果型多花果（multiple fruit of berries）
個々の花が漿果（中果皮、内果皮が液質になる果実）になり、それが多数集まっているもの。サトイモ科、サルトリイバラ科などに見られる。漿果型多花果に加えてクワ状果や核果型多花果など液質になる複合果（多花果）は sorosus  (sorosis, coenocarpium) ともよばれ、果皮のみではなく花托や苞も液質になるパイナップル（パイナップル科）の複合果も含まれる。
核果型多花果（multiple fruit of drupelets）
個々の花が核果（中果皮が液質、内果皮が硬化している果実）になり、それが多数集まっているもの。ヤマボウシ（ミズキ科）、ヤエヤマアオキ（アカネ科）などに見られる。

### 真果と偽果

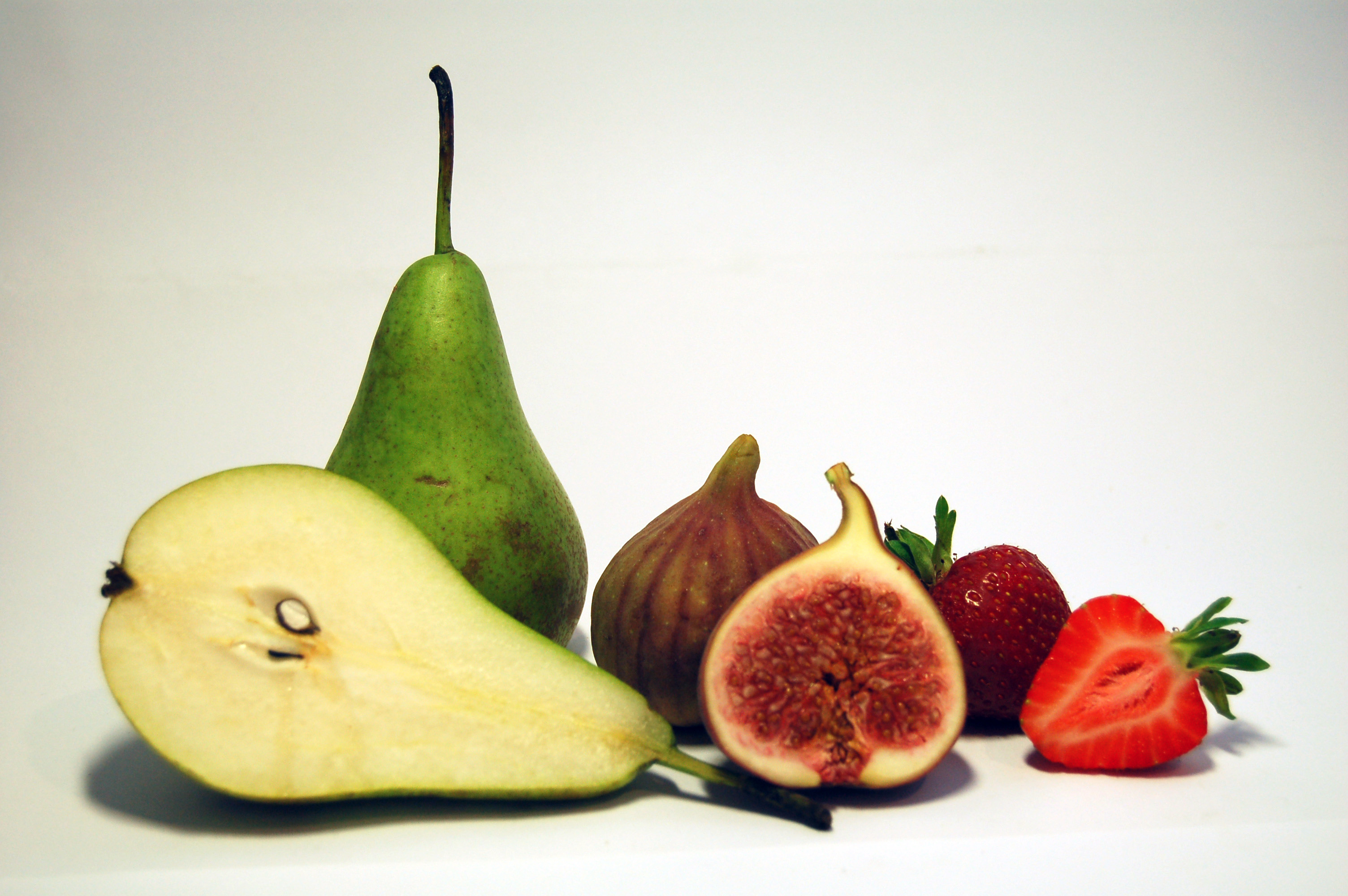
典型的な偽果:（左から）セイヨウナシ、イチジク、イチゴ

基本的に、果実は雌蕊の子房（種子になる構造である胚珠を含む部分）が発達して形成された構造であり、これが大部分を占める果実は真果（true fruit）とよばれる。一方で、花托や花被など子房以外に由来する構造が多くを占めている果実は、偽果（仮果、副果、accessory fruit, anthocarp, false fruit）とよばれる。ほとんどの果実は子房以外の構造を含むが、その程度はさまざまであり、子房以外の構造をどの程度含むものを偽果とするかは明瞭な基準があるわけではない。「偽果」には「ニセモノの果実」という語感があるが、偽果は真の果実の部分（子房に由来する部分）を含んでおり、果実の一型として扱われる。
上記のナシ状果、バラ状果、イチゴ状果、ハス状果、イチジク状果では、それぞれの花がついた花托や多数の花がついた花床（花托、花床は花がついた茎の先端部）が発達して果実の大部分を占めており、典型的な偽果である。またクワ状果では複合果を構成する個々の真果の部分が液質化した花被に包まれた偽果であるが、他にもイシミカワ（タデ科）やシラタマノキ属（ツツジ科）などに同様の例が見られる。グミ属（グミ科）やオシロイバナ（オシロイバナ科）の果実も萼筒の基部が真果の部分を包んで偽果となっている。オナモミ属（キク科）では複数の雌花に由来する複数の痩果が、刺だらけの総苞で包まれた偽果を形成する。

## 裸子植物の"果実"
生物学的に、果実は雌蕊の子房が発達したものであり、そのため雌しべをもつ植物群である被子植物に特有の器官である。裸子植物は胚珠（種子）を包む雌しべをもたないため、裸子植物は果実をもたない。しかし、裸子植物でも種子を囲んだ器官が発達して果実様の構造を形成することが多く、このような構造が"果実"とよばれることがある。

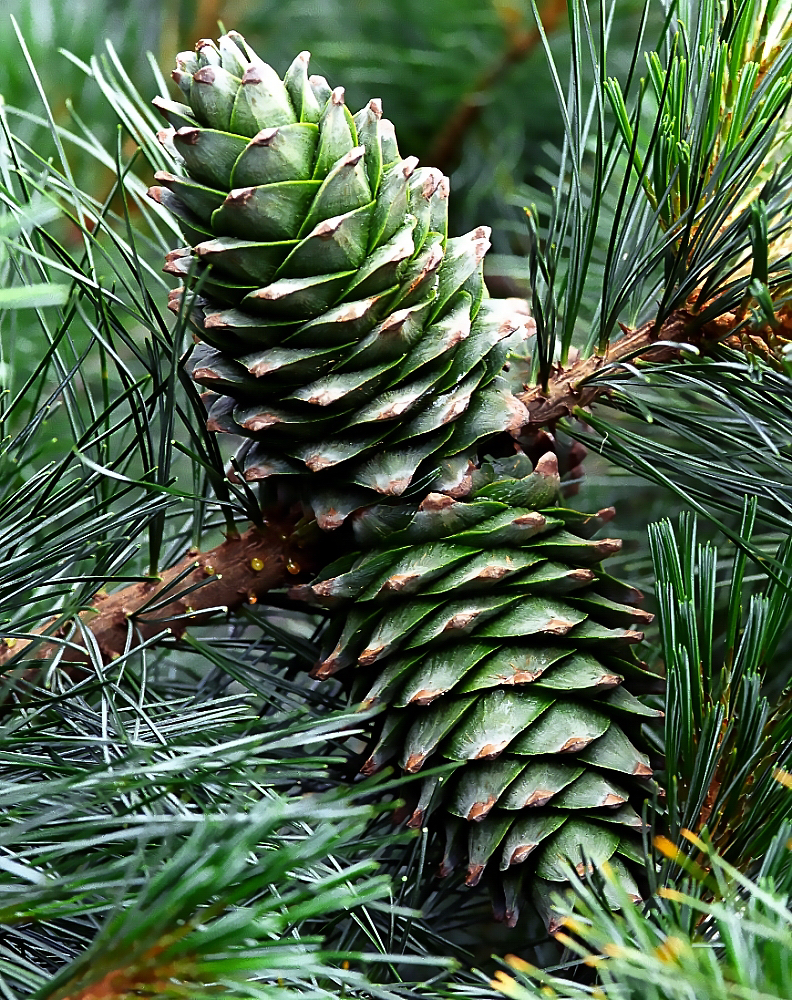
チョウセンゴヨウ（マツ科）の球果

裸子植物の球果類（針葉樹）は、基本的に、向軸側に胚珠をつけた鱗片が軸に多数集まって球果（まつかさ、cone, strobile）を形成する。球果の鱗片はふつう木化しており、乾湿運動によって開閉して種子を放出する。ビャクシン属（ヒノキ科）の球果では鱗片が肉質になり、裂開しない液果状の球果を形成する。このような球果は、漿質球果（しょうしつきゅうか; 肉質球果、freshy cone, galbulus）とよばれる。マキ科では、鱗片が肉質化して套皮（とうひ、epimatium）とよばれる構造となり、1個の種子を包んでいる。さらにイヌマキなどでは、種子のついた枝（"花托"、種托）が多肉質になる。またグネツム属やマオウ属では、胚珠を包む苞が肉質化して液果状になる。

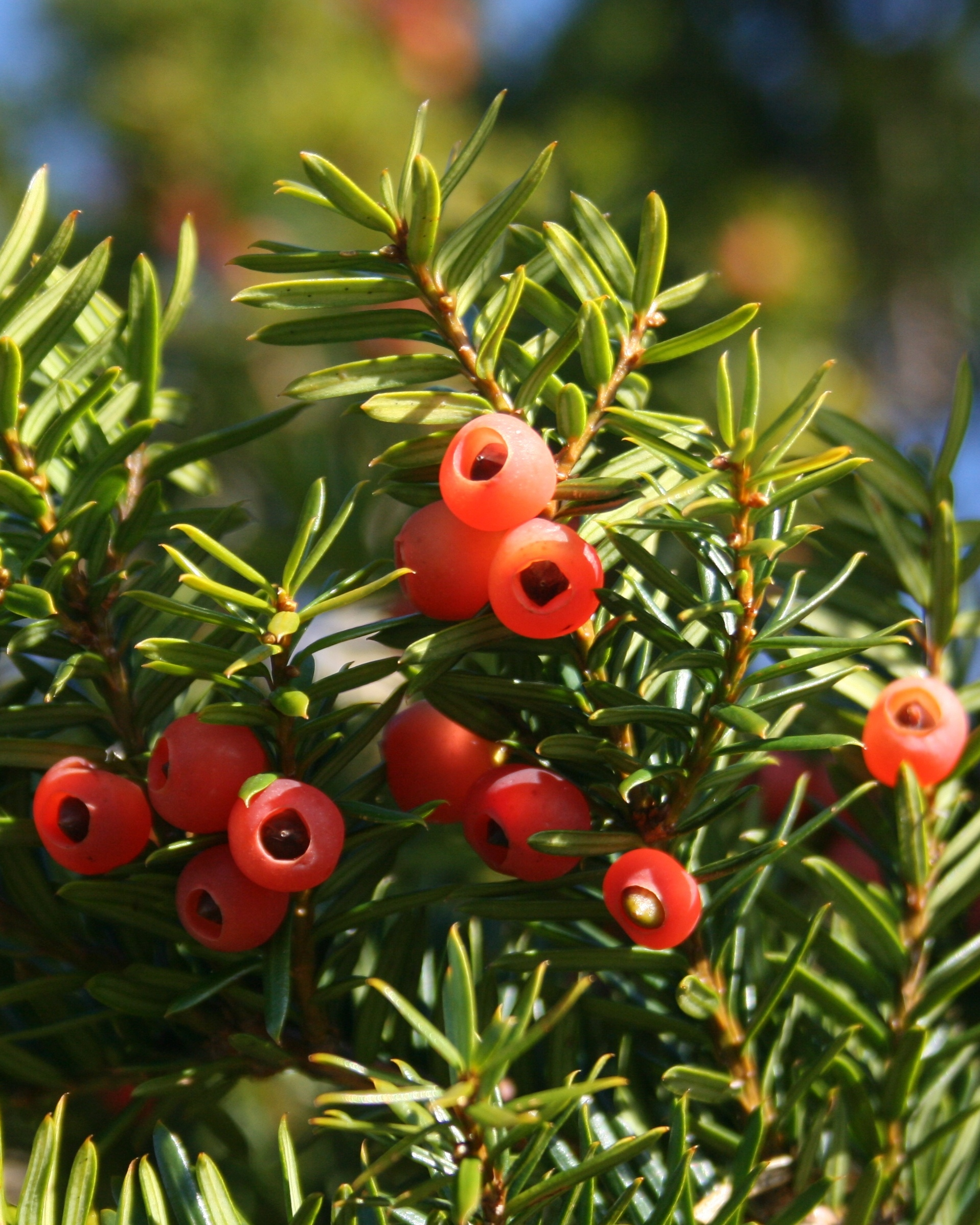
イチイ（イチイ科）の仮種皮果

イチイ属やカヤ属（イチイ科）では、胚珠の基部の構造が発達して仮種皮となり、種子の基部または全体を覆うようになる。このような構造は仮種皮果（arillocarpium）ともよばれる。
ソテツ目やイチョウ目では、種皮が3層に分化し、外層が肉質化する。この種子は液果に似ているため、"実"とよばれることもあるが、実際には種子である。このような種子は種子果（seminicarpium）ともよばれる。またイヌガヤ（イチイ科）でも、種皮外層が多肉質になる。

## 種子散布との関わり
通常は動けない種子植物にとって、親植物から離れて分布拡大できる時期は、種子の段階である。種子が散布されること（種子散布）は、裸地に植物が生えてくることや、植生が次第に遷移していくことで認識できる。被子植物では種子は果実に包まれた状態で形成されるが、裂開果では果実から放出された種子が、閉果では種子を含む果実が、それぞれ散布単位となる。果実は、効率的な種子散布のための構造・機能をもつことがある。

### 風散布

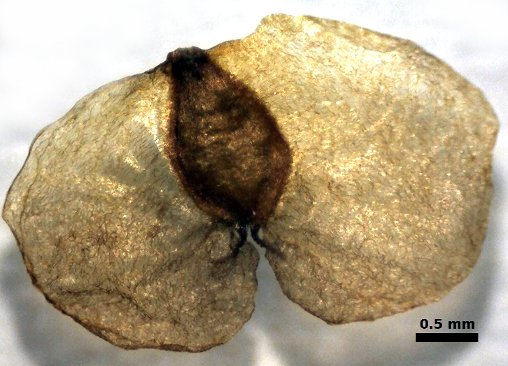
シラカンバ（カバノキ科）の翼果

風によって果実・種子が散布される様式は、風散布とよばれる。風散布される果実は、翼をもつ例と綿毛をもつ例がある。カエデ（ムクロジ科）やアキニレ（ニレ科）、シラカンバ（カバノキ科）など果皮が翼状になった例（翼果とよばれる）や、スイバ（タデ科）やツクバネウツギ（スイカズラ科）のように果実に付随する花被が翼状になっている例、シナノキ（アオイ科）やツクバネ（ビャクダン科）のように苞が翼状になっている例がある。また果実が綿毛をもつ例も見られ、タンポポなどキク科の多くでは萼に由来する冠毛が、クレマチス（キンポウゲ科）では花柱に生えた毛が、ススキ（イネ科）では花序の基部に生えた毛が発達している。裂開果において種子が散布される場合でも、果実の開口部が小さく上部にあるなど、強い風や振動によってのみ種子が散布されるようになっているものがある（風靡散布）。

### 水散布
水辺に生育する植物の中には、水によって果実・種子が散布されるものがある（水散布）。コナギ（ミズアオイ科）やハス（ハス科）、クサネム（マメ科）、タカサブロウ（キク科）などの果実は比重が軽く、水に浮いて散布される。ジュズダマ（イネ科）やオナモミ（キク科）では、果実を包む苞が特殊化して浮遊するようになっている。またオモダカ（オモダカ科）の果実には翼があり、水中で流される。ココヤシ（ヤシ科）やハマゴウ（シソ科）の果実は核果であり、硬化した内果皮で種子が包まれていることから、海水に耐えて海面を浮いて散布される（海流散布）。ネコノメソウ（ユキノシタ科）やフデリンドウ（リンドウ科）の果実は、上向きに裂開し雨粒を受けて種子が散布される（雨滴散布）。

### 付着散布

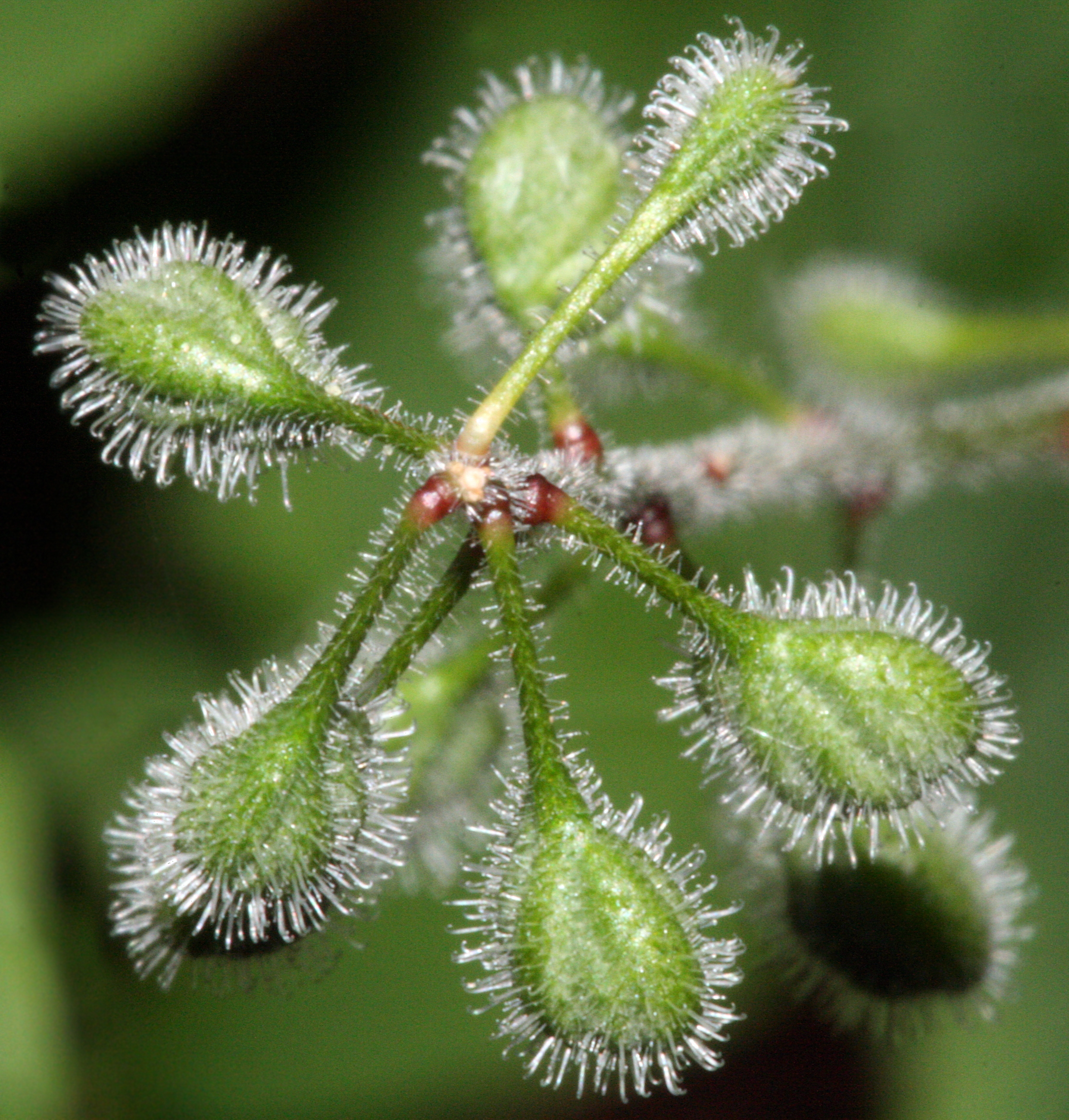
ミズタマソウ属（アカバナ科）の果実にはかぎ毛が密生している。

大型の動物に付着し、種子散布される様式は付着散布（動物付着散布）とよばれる。かぎ状の突起などによって動物に付着するものとして、果皮にかぎ毛をもつヌスビトハギ（マメ科）、ミズタマソウ（アカバナ科）、ヤエムグラ（アカネ科）、ヤブジラミ（セリ科）、花柱由来のかぎをもつミズヒキ（タデ科）やダイコンソウ（バラ科）、萼由来のかぎをもつハエドクソウ（ハエドクソウ科）やセンダングサ（キク科）、苞に由来するかぎをもつイノコヅチ、果実を包む総苞に多数のとげをもつオナモミ（キク科）などがある。また粘液によって動物に付着するものとして、果実表面から粘液を分泌するノブキ（キク科）、冠毛から粘液を分泌するヌマダイコン（キク科）、総苞から粘液を分泌するメナモミ（キク科）、芒から粘液を分泌するチヂミザサ（イネ科）などがある。特に付着のための構造をもたない果実でも、小型のものは泥などによって動物に付着し、散布されることがあると考えられている。

### 被食散布

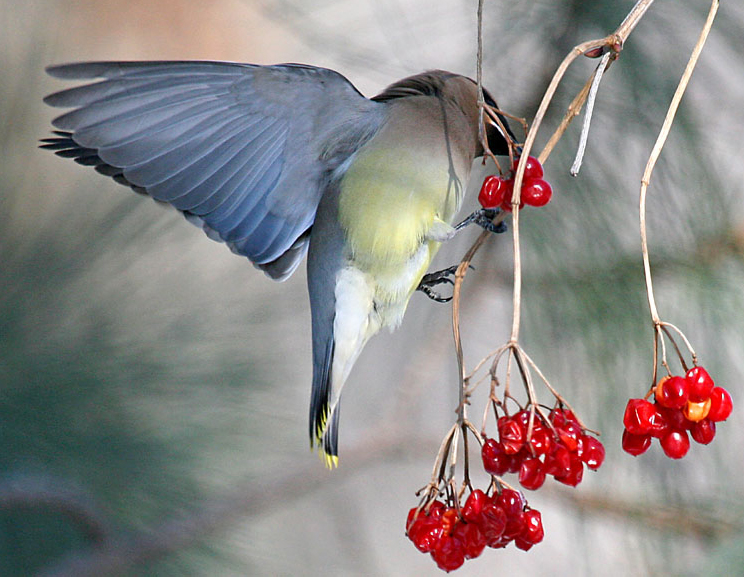
ヒメレンジャクに食べられるセイヨウカンボク（ガマズミ科）の果実（核果）

哺乳類や鳥類に食べられ、排出されることで種子散布される様式は、被食散布（動物被食散布、周食散布、糞散布）とよばれる。このような果実は、動物にとって魅力ある可食部と適度な大きさをもち、また内部の種子は消化されないように厚い種皮をもっていたり、硬化した内果皮で包まれていたり（核果）、粘質の物質をまとっていたりする。大きな種子を少数含むものから、小さな種子を多数含むものまである。可食部の質や果実の大きさ、色、匂い、果実のつく高さや落下しやすさなどに多様性があり、それぞれ捕食者である動物に合わせている。特に鳥類に被食されるものと哺乳類に被食されるものでは色（鳥類用果実には赤や黒のものが多い）や匂い（哺乳類用果実は強い匂いをもつものが多い）などに違いがあるが、鳥類・哺乳類双方に対応しているものもある。被食散布される果実は内部の種子の発芽を抑制する物質が含んでいることがあり、この場合、動物に食べられて排出されることで初めて種子が発芽できるようになる。未熟期の果実は、色が変わっていないことや有毒・不味成分を含むことで食べられないようにしている。ただし可食部をほとんどもたない果実や種子が目立つ色をしており、十分な可食部をもつ果実に擬態（果実擬態）していると考えられている例もある。また被食散布される果実は、一斉に成熟するタイプと、長期に渡って少数ずつ成熟するタイプがあることが知られている。さらに年ごとによって果実の生産量が大きく変動することも知られており、食害昆虫の増加を抑えるためであると考えられている。果皮が多肉質である液果は、被食散布される。クワ（クワ科）やグミ（グミ科）、シラタマノキ（ツツジ科）では、子房ではなく果実を包む花被が多肉質の可食部になる。イチゴ（バラ科）では隆起した花托が、バラ（バラ科）ではつぼ状になった花托が、ケンポナシ（クロウメモドキ科）では花がついた枝が、イチジク（クワ科）では多数の花がついたつぼ状の花床がそれぞれ可食部になる。他にも、果実ではなく種子の付属物（種皮、仮種皮など）が可食部となっている例もある。またイネ科やカヤツリグサ科、ヒユ科、タデ科、シロツメクサなど特に被食散布のための構造をもたない小型の果実が、ウシやシカ、カモ類などの草食動物が葉や茎を食べる際に一緒に取り込まれ、消化されずに排出されることがあり、このような散布も重要であることが示唆されている。

### 貯食散布
クリやコナラ（ブナ科）、ハシバミ（カバノキ科）、オニグルミ（クルミ科）、エゴノキ（エゴノキ科）などの果実は、果皮が硬く木化しており、内部に大きな種子を含む。リスやネズミ、シジュウカラ、カケスなどの動物はこのような果実を収集・輸送・貯蔵し、内部の種子を食用とするが、貯蔵されながら食べ残された果実はそこで発芽することができる（貯食散布、食べ残し散布）。

### アリ散布

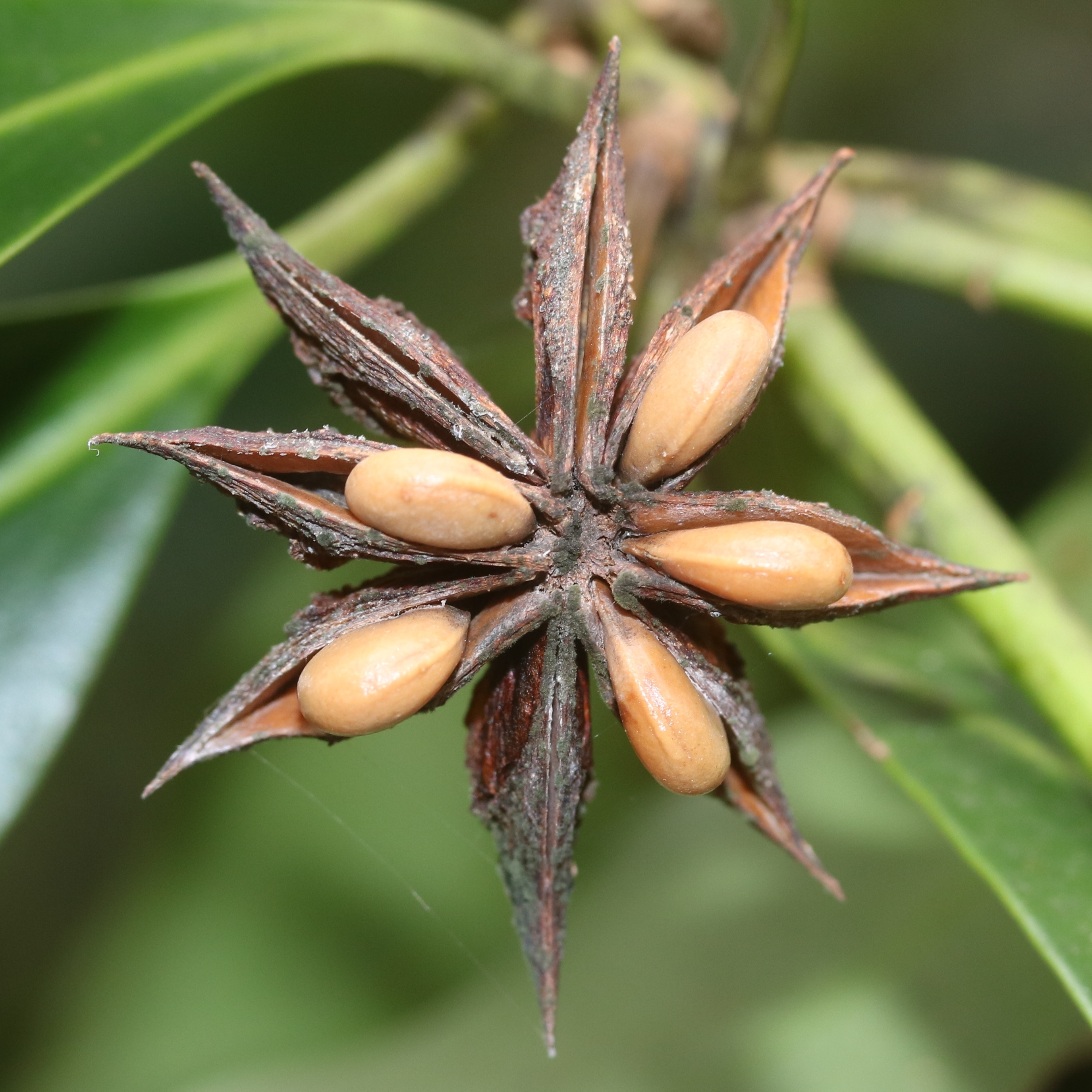
シキミ（マツブサ科）の果実（集合袋果）は種子を弾き飛ばす。

一部の植物では種子や果実にエライオソームとよばれるアリが好む物質の塊がついており、アリによって収穫、巣まで運ばれることで種子散布される。このような種子散布様式はアリ散布とよばれ、多くは種子にエライオソームをつけているが、ホトケノザ（シソ科）やカナムグラ（アサ科）、アオスゲ（カヤツリグサ科）のように果実にエライオソームをつけている例もある。

### 自動散布
果実の中には、自動的に種子を射出する機構を備えているものがあり、このような種子散布は自動散布（自力散布、自発分散、自力射出散布）とよばれる。シキミ（マツブサ科）やスミレ（スミレ科）、カラスノエンドウ（マメ科）、ゲンノショウコ（フウロソウ科）などでは、果実の果皮が乾燥・収縮することで種子を弾き飛ばす。またホウセンカ（ツリフネソウ科）やムラサキケマン（ケシ科）では果皮の細胞の膨圧上昇によって果実がはじけ、種子を弾き飛ばす。

## 人間との関わり

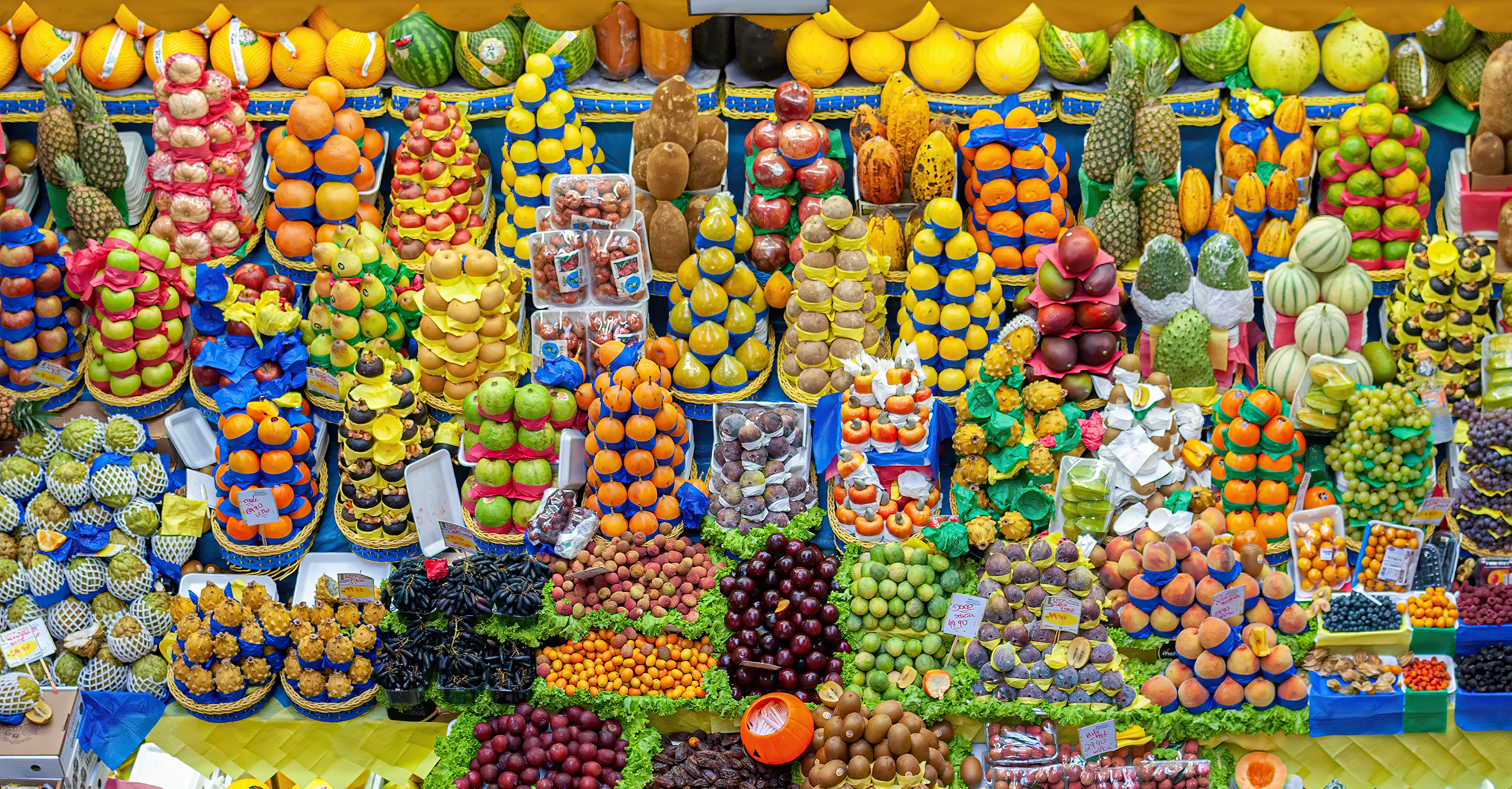
さまざまな果物（ブラジル）

人間は、さまざまな果実を食用に利用している。穀物であるイネ、コムギ、トウモロコシ（イネ科）、豆類であるダイズ、アズキ、インゲンマメ（マメ科）などは、種子に含まれる胚乳や子葉が主な食用部とされるが、種子を伴う果実の状態で収穫される。またこれら穀物や豆類は、人間の食用だけではなく飼料としても重要である。主に果皮部が食用とされる果実のうち、ミカン、リンゴ、ブドウなど木本に実り一般的に甘いものは果物、キュウリ、エンドウ、トマトなど草本に実り野菜として利用されるものは果菜とよばれる。また、果物のことを特に「果実」とよんでいることもある。生産分野では木本に実るものを果物（果実）としており、スイカやイチゴなど草本に実るものは「果実的野菜」とよばれることがあるが、消費分野ではこのような果実も果物として扱われる。ブドウなどの果実は、直接食用とされるだけではなく、アルコール飲料の原料としても利用される。
オリーブ（クスノキ科）やアブラヤシ（ヤシ科）の果皮から得られた油は、食用油やせっけんなどに利用される。ハゼノキ（ウルシ科）の果実の果皮から得られた油脂（木蝋、ハゼ蝋）は、和ろうそくなどに用いられる。

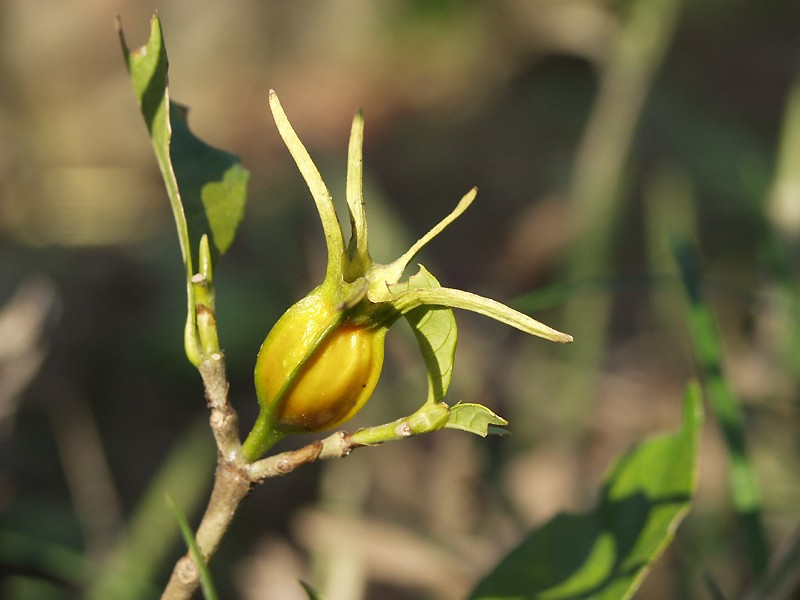
クチナシ（アカネ科）の果実は生薬や染料に利用される。

クチナシ（アカネ科）、ミカン（ミカン科）、ナツメ（クロウメモドキ科）などの果実は、生薬とされることがある。ケシ（ケシ科）の未熟果実から得られた乳液（乾燥させた乳液はアヘン）にはモルヒネなどのアルカロイドが含まれ、薬用として利用されており、また麻薬ともされる。
カボチャやヒョウタン（ウリ科）、ココヤシ（ヤシ科）などの果実は飾りや容器に加工され、またヘチマ（ウリ科）やココヤシの果実から得られる繊維もさまざまに利用される。クチナシなどの果実は、染料として利用されることもある。園芸や生け花において、果実を鑑賞対象とすることがあり、このような植物は実物（みもの）ともよばれ、日本で利用される例としてセンリョウ（センリョウ科）やナンテン（メギ科）、サンキライ（サルトリイバラ科）などがある。